# Картярські ігри на взятки

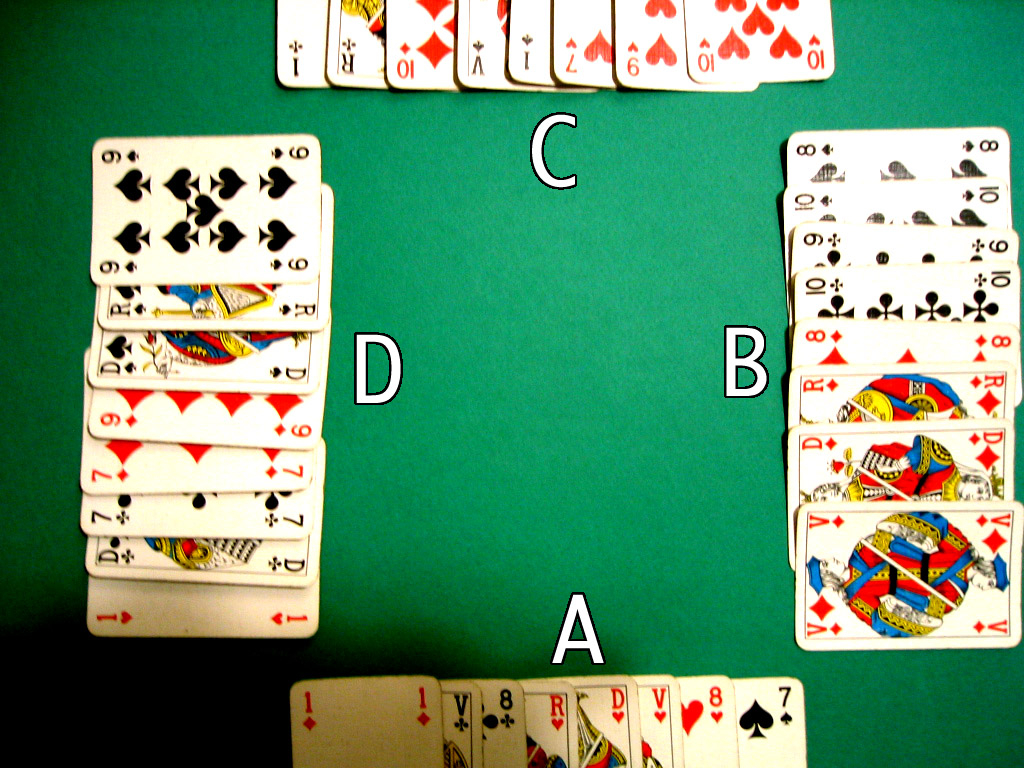

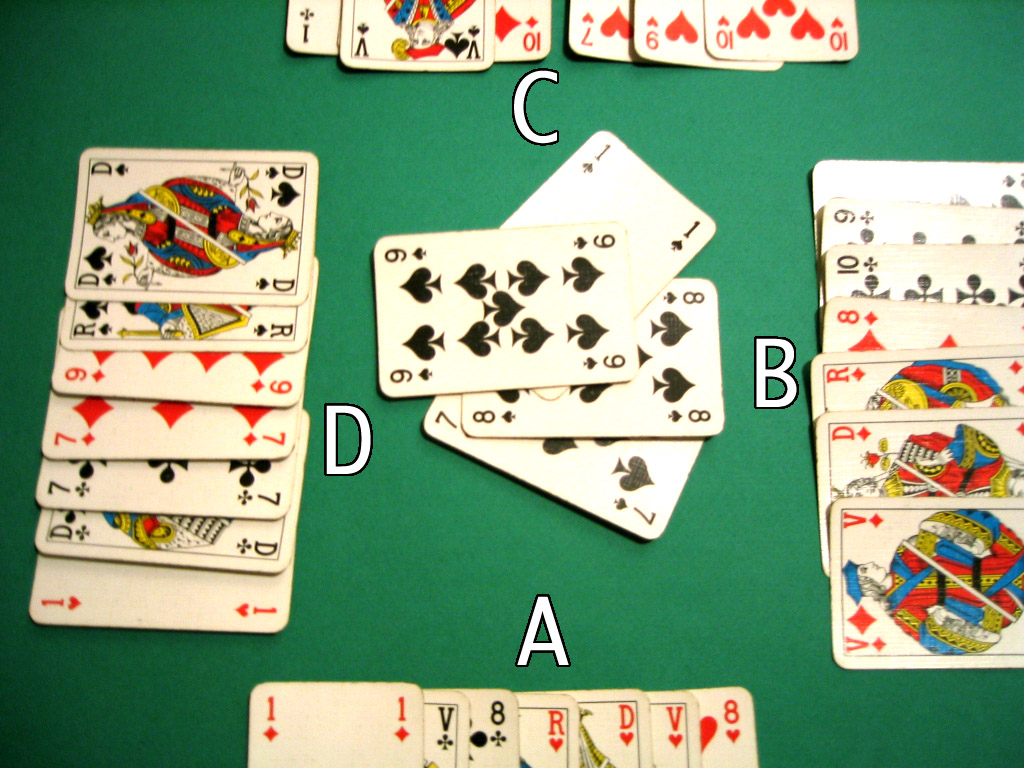
Приклад розіграшу взятки у білоті. На початку розіграшу та після першого кола.

Картярські ігри на взятки — клас картярських ігор, у яких взаємодія між гравцями відбувається через розіграш з кількох раундів, в яких розігруються взятки. Мета гри в них — набрати оптимальну кількість взяток або очок, пов'язаних із взятками. Це найширша категорія картярських ігор, їхня історія сягає самого зародження картярських ігор у XV столітті в Європі .

## Правила
Перед черговим раундом гри кожному гравцю роздають однакову кількість карт. Для багатьох ігор на взятки характерні два етапи у кожній грі: торги за право призначити контракт та розіграш .
Торги (або аукціон) — початкова частина раунда, в якій визначається, хто з гравців (або команд) отримує право на розіграш контракту та визначення козиря (якщо це передбачено правилами гри). Чим вищою є заявка гравця, тим більшим є обов'язок отримати більшу кількість очок або взяток в цьому раунді. Переможець торгів перед оголошенням контракту може дістати додаткові карти (якщо це передбачено правилами гри), додати до своїх, а потім позбутися слабших карт шляхом скидання (як у преферансі) або шляхом роздання іншім гравцям (як у 1000). Оголошення контракту визначає не тільки козирну масть (чи фігуру), але й штраф, який передбачений правилами гри за невиконання контракту гравцем.
Торги не є обов'язково присутніми в картярських іграх на взятки. В деяких іграх (наприклад, кінг) контракт розіграша взяток в даному раунді визначається самими правилами, і всі гравці розуміють що в якому раунді вони мають робити чи не робити.
Розіграш складається з кількох кіл, де розігруються взятки гравців. Перше коло починає зазвичай гравець, що сидить по ліву руку від розда
Коло починається з гравця що «заходить», поклавши свою карту на стіл горілиць, і визначає цією картою масть взятки (т. зв. Вимога масті). Далі усі інші гравці по колу «відповідають» своїми картами горілиць згідно з правилами гри. Взятку, що складається з усіх розіграних у колі карт, виграє той гравець, номінал карти якого згідно з правилами гри чи за контрактом є найвищий.
Гравці можуть викладати карти горілиць на стіл, а після розіграшу взятки гравець, що виграв її, забирає карти собі (преферанс, тисяча). Якщо турнір проводиться за дублікатною системою (бридж), гравці лише показують противникам номінал карти, залишаючи її собі. При цьому взятки, які належать гравцеві (команді), викладаються короткою стороною, а ті, що належать противнику, — довгою стороною гральної карти до себе.
У багатьох різновидах ігор існує поняття козиря, що дає перевагу при розіграші взятки. Гравець, який починає розіграш, у контракті визначається за правилами (у преферансі це наступний за годинниковою стрілкою за тим, хто здавав карти. У грі чирви заходить той у кого 2 ♣). Далі у більшості ігор на взятки в кожному колі «заходять» ті, хто виграв останню взятку.
Кількість кіл у розіграші визначається кількістю карт у гравців. У преферансі 10 кіл (10 карт *3 гравці + 2 у прикупі = 32 карти). У бриджі 13 кіл (4 гравці × 13 карт = 52 карти).

## Змагання
Характерною для ігор на взятки є можливість проведення турнірів із дублікатної системи, що дозволяє повністю виключити фактор ймовірності. У цьому варіанті всі розклади карт перед початком турніру визначаються випадковим чином суддівською колегією та розкладаються у спеціальні футляри. Завданням гравців, використовуючи однаковий розклад, є досягти на ньому кращого результату, ніж противник. І кожний стіл має в цій схемі той самий розклад карт. Саме за такою системою проводяться змагання зі спортивного бриджу починаючи з 1950-х років.

## Класифікація
Залежно від правил картярські ігри на взятки можна розділити за принципом оцінки вартості взятки та розіграшу контракту.
До таких ігор належать преферанс, бридж, кінг, віст, пікет, блекаут. Переможцю, згідно з контрактом, може бути необхідно взяти максимальну або мінімальну кількість взяток, або кількість, яка точно дорівнює замовленій при торгівлі. Існують варіанти, де необхідно взяти одну конкретну взятку і тим самим виграти контракт (кінг).

### За кількістю очок
До таких ігор належать тисяча, деберць, белот, шкат. Кожна взятка приносить гравцеві, який взяв її, кілька очок залежно від вартості карт, прийнятої в конкретній грі (наприклад, в тисячі: туз — 11 очок, десятка — 10, король — 4, дама — 3, валет — 2, дев'ятка і нижче — 0 очок). В таких іграх найчастіше використовують коротку колоду, щоб підрахування очок не було складним.

### Інші
Існує також клас картярських ігор, які умовно відносять до ігор на взятки. У них розігруються «псевдо-взятки». Наприклад, у грі коло не завершується одним ходом кожного гравця, а триває кілька разів, поки один із гравців остаточно не виграє взятку. Більшість таких ігор поширені на Далекому Сході.
Також сюди відносять ігри, суть яких у тому, щоб у вигідний для гравця спосіб позбутися карт (канаста, дурень).